# 玉里玉泉寺
玉里玉泉寺，俗稱頂寺，臺灣花蓮縣玉里鎮佛寺，創建於台灣日治時期的昭和五年（1930年）。原為齋教龍華派之齋堂（菜堂），古稱寶善堂或觀音寺。今奉釋迦牟尼佛為本尊。玉泉寺以寺旁泉水甘甜，兼有治百病之效而得名，與協天宮並稱為玉里鎮兩大歷史悠久的宗教場所。

## 沿革
玉里玉泉寺的開基者賴阿傳原為苗栗南庄人士，賴阿傳早年曾在苗栗獅頭山勸化堂茹素修行，在日治時期昭和初年偕妻隨其子賴阿溪一同遷居玉里，因緬懷獅頭山勸化堂氛圍，所以起心動念與當地的齋友合作，於昭和五年（1930年）創辦「寶善堂」，當時仍具有濃厚的齋堂色彩。
賴阿傳建寺之初頗經周折，後仰仗堪輿師鍾文松的協助之下，在鎮內中央山脈東麓下發現一口甘泉水池，為極其適宜的建寺所在，但因該地係屬日本陸軍管轄的用地，不易取得，賴阿傳、鍾文松、李群山與其他齋友等只得請託當時玉里支廳長松尾溫爾及鍾文松的襄助，後來在松尾溫爾與日軍的交涉之下終於取得寺地，興建寺廟，並在昭和七年（1932年）落成，定名為「玉泉寺」，因觀世音菩薩為建寺之初的開基主神，故又名「觀音寺」。
民國41年（1952年），玉泉寺管理員李群山與賴阿溪決議在寺外興建一「碧雲塔」，便於民眾安置祖先靈骨以及祭拜，並每年定期舉辦法會。1949年國共內戰、國民黨軍隊撤台後，玉里鎮移民大增，為闢建房舍，市區內墓地也面臨遷移問題，玉泉寺由是香火鼎盛、信徒更是絡繹不絕。民國63年（1974年），玉泉寺管理層決議更改編制，正式向政府登記為「財團法人台灣省花蓮縣玉里鎮玉泉寺董事會」，推舉賴阿有為首任董事長，並聘請釋惟光為首任住持，以期強化法令、弘揚佛法教義，達到教化人心之遠景。
民國73年（1984年），原碧雲塔靈骨塔位不敷使用，玉泉寺另增建左右兩塔。民國74年（1985年），玉泉寺又增建寮房與廚房供日益增多的信士使用。民國81年（1992年）12月26日，玉泉寺寺身過於老舊，發動募款，進行重建工程，期間蒙各方善士大德慷慨解囊，寺廟大殿於民國87年（1998年）12月26日進行入火安座大典，民國89年（2000年）10月12日正式竣工。玉泉寺前空地則蒙陳天送捐贈，在民國89年擴建為廟埕廣場，後山另有4.01公頃的旱地，亦於同年蒙信善捐贈與玉泉寺，自此玉泉寺不僅成為佛門修行之境，亦不失為玉里鎮民、遊客踏青或親近自然的名勝地點。

## 相關條目

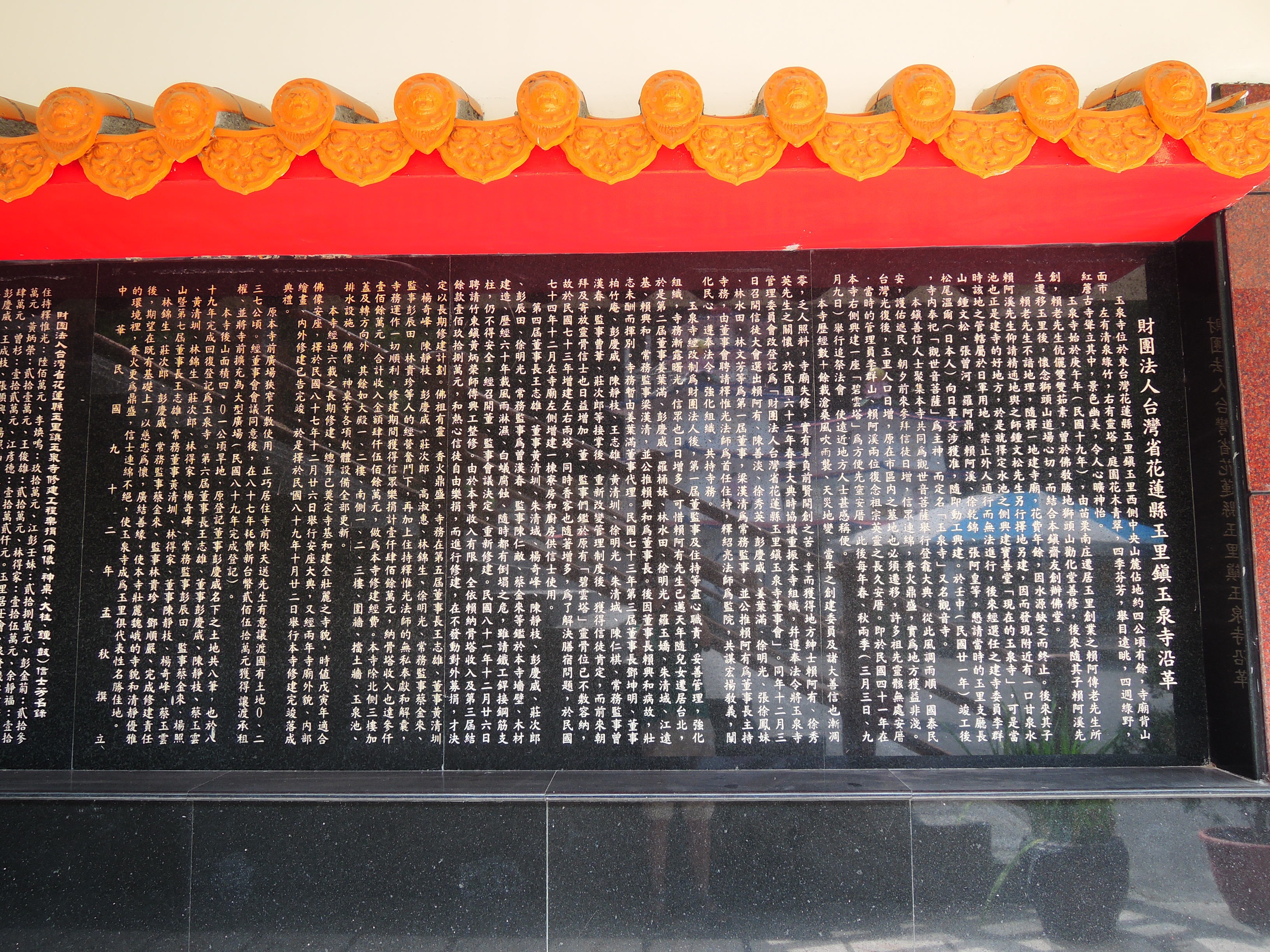
玉泉寺沿革碑文

## 圖輯

### 建築外觀

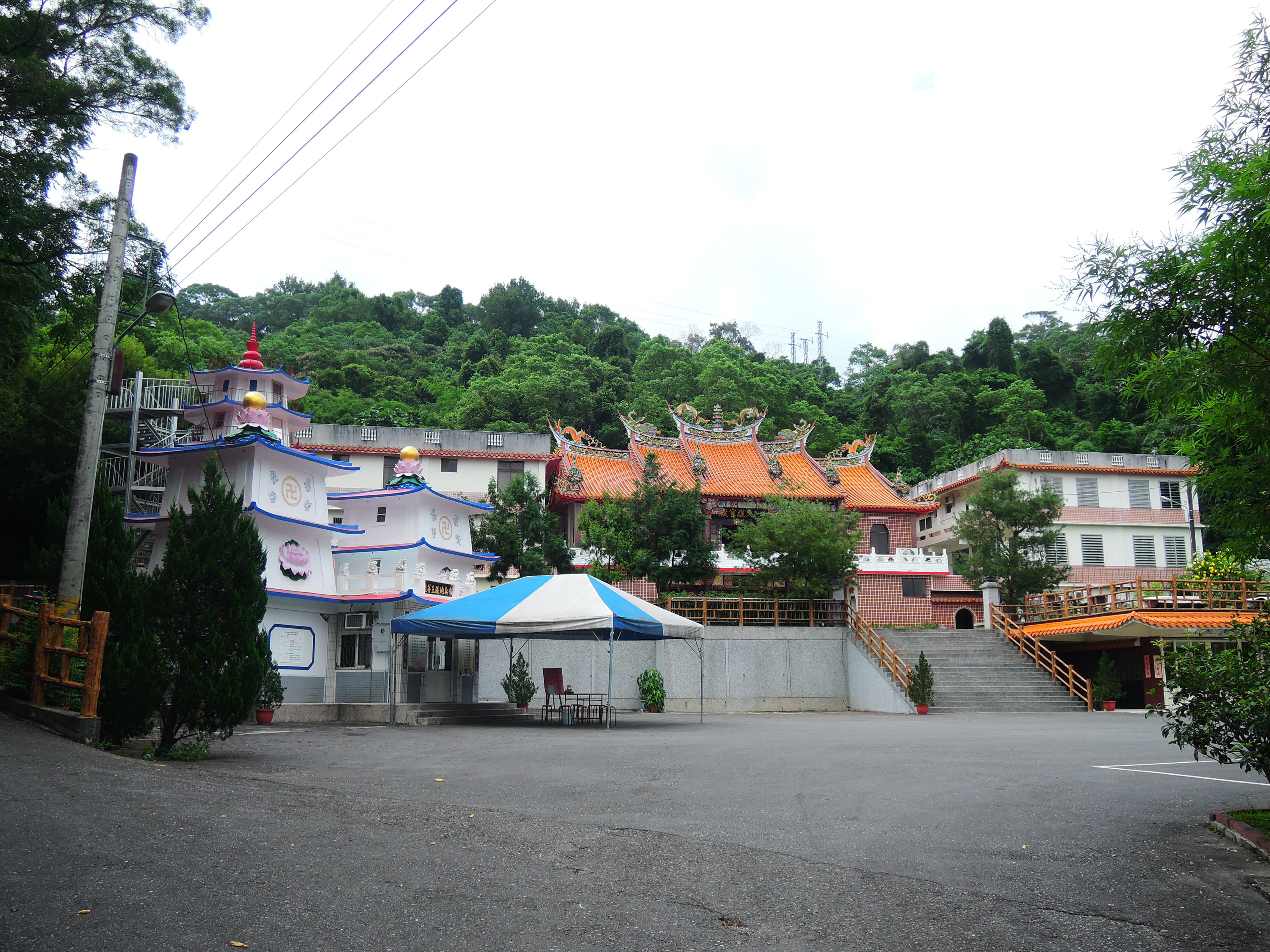
玉泉寺倚山遠景
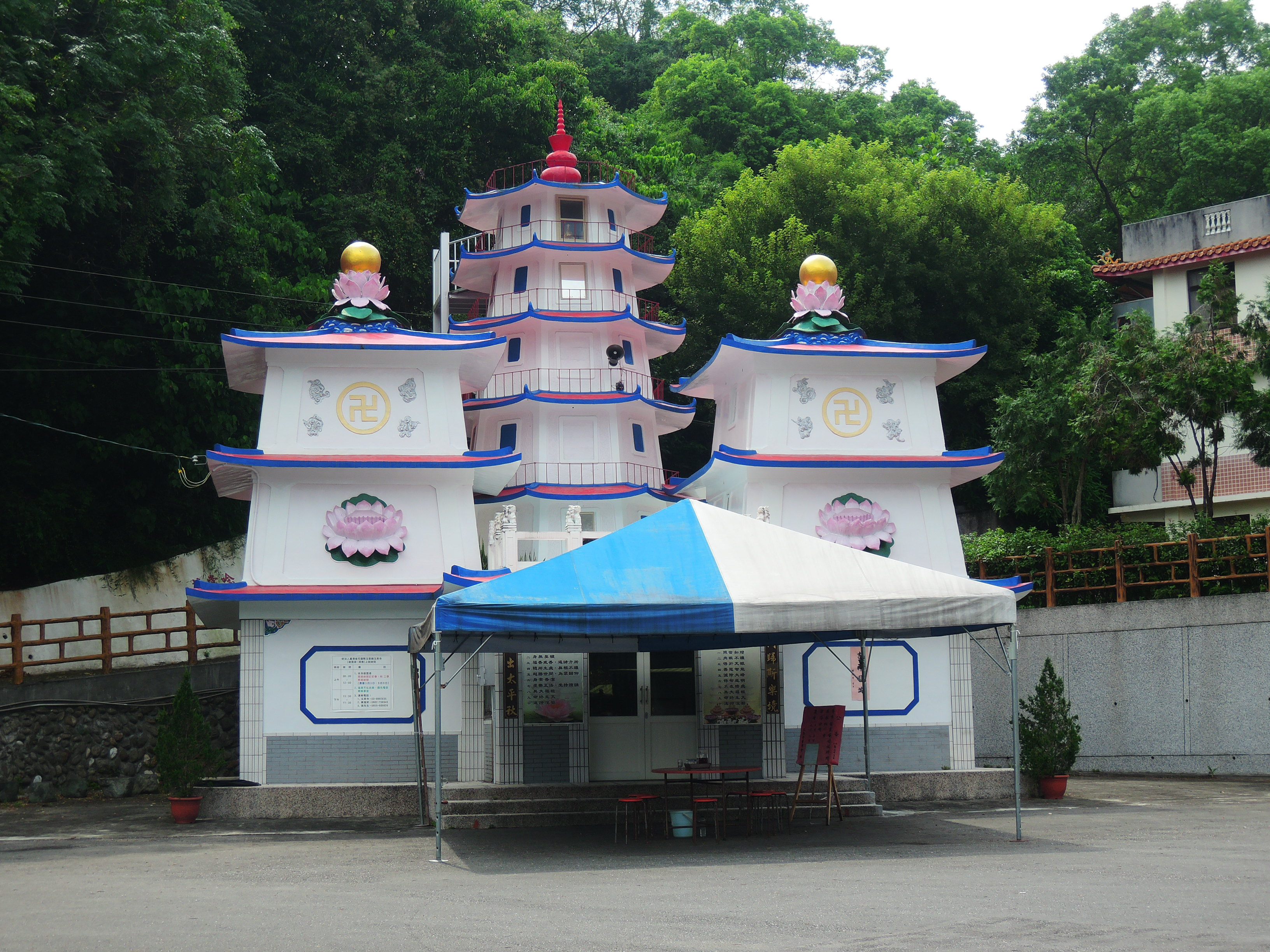
地藏王佛塔
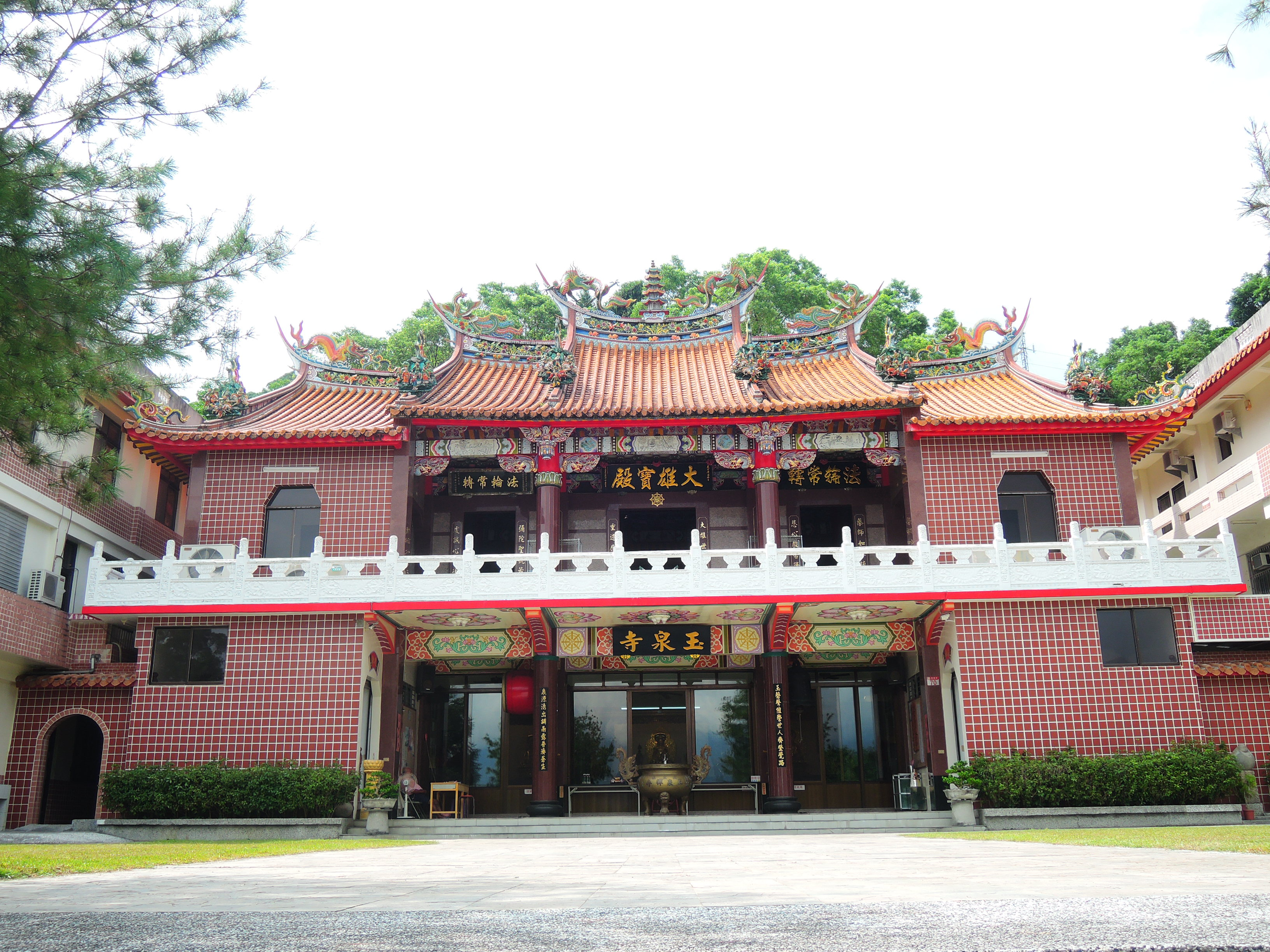
玉泉寺立面近照
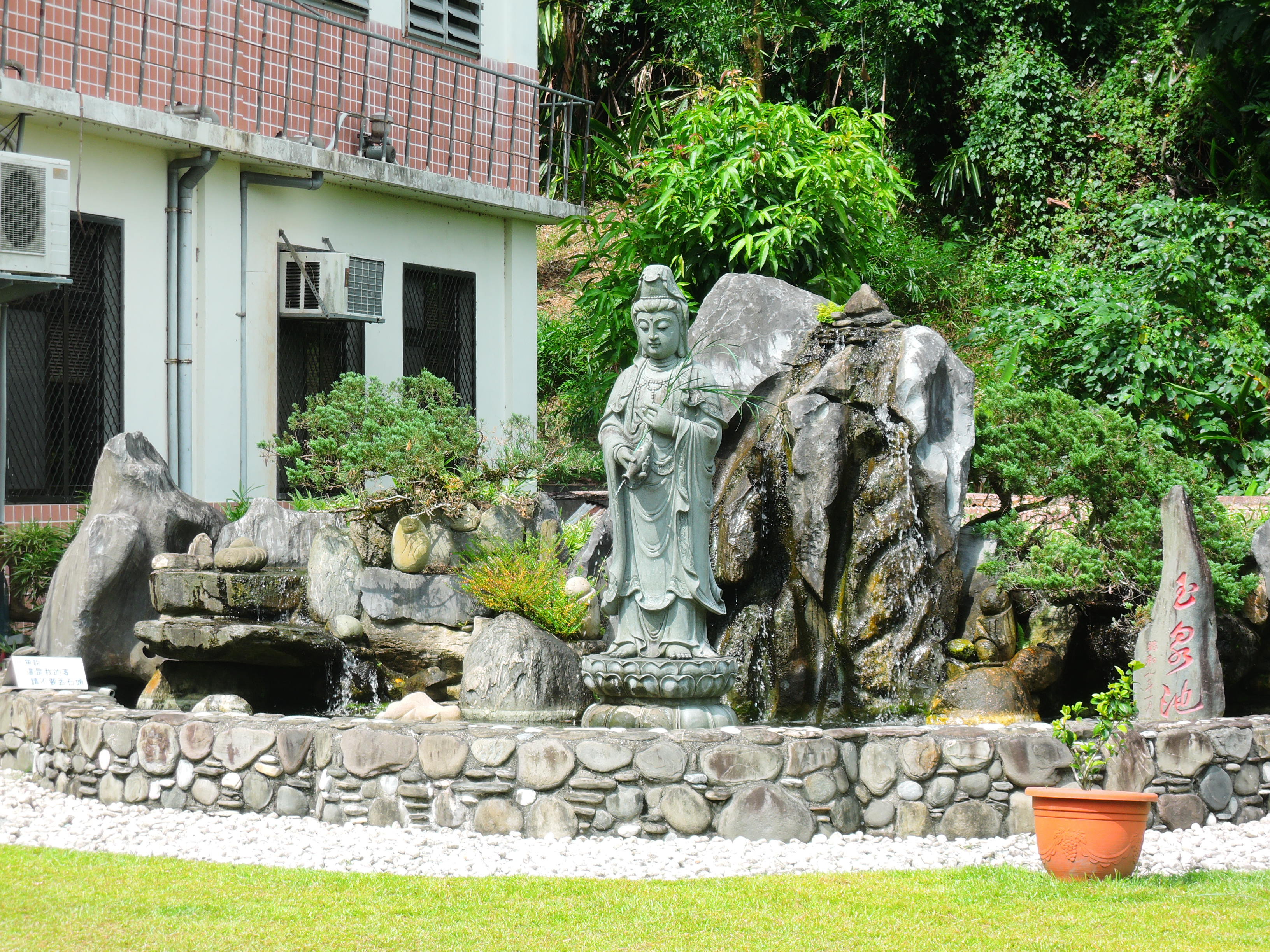
紫竹觀音甘露池
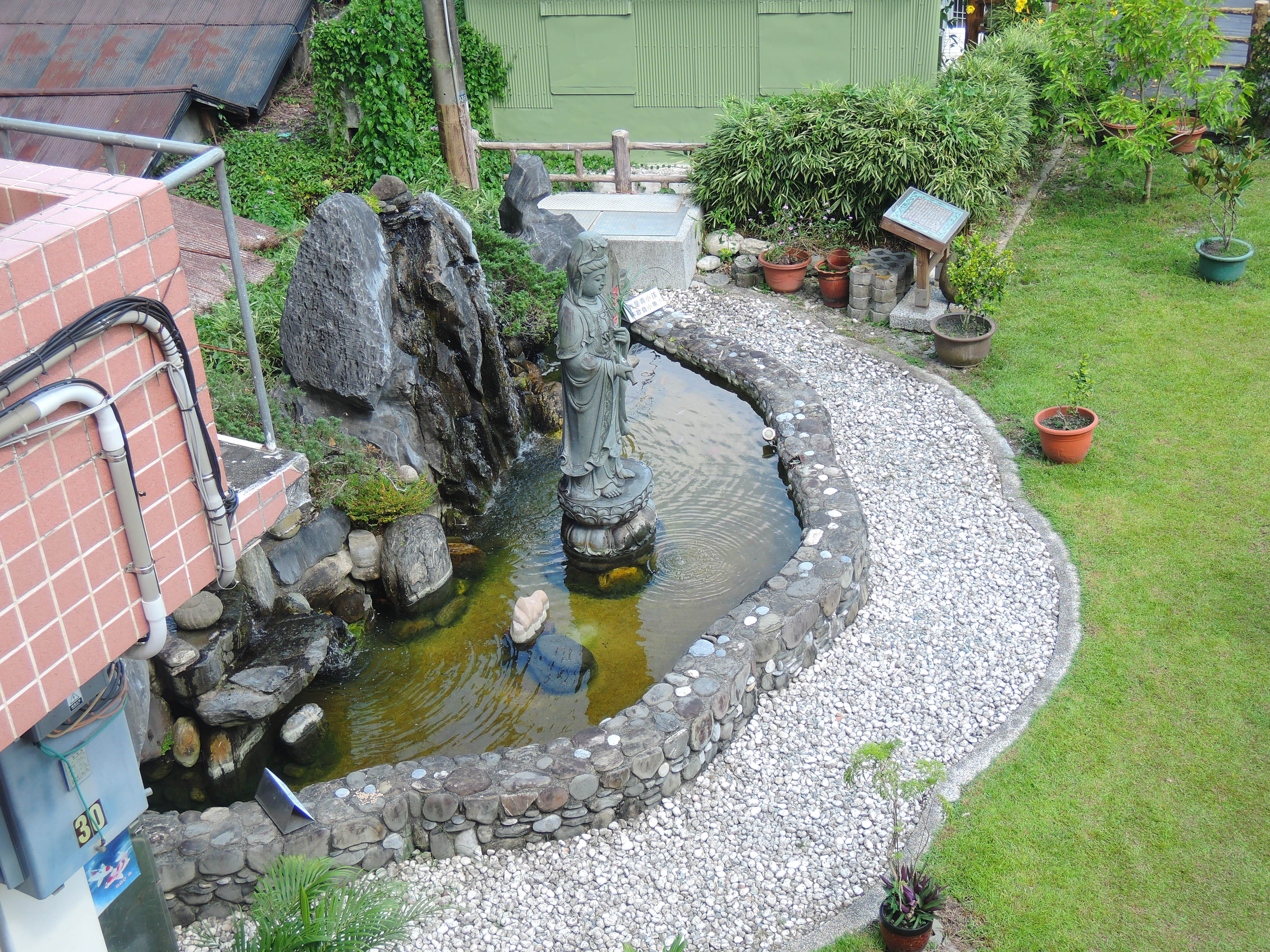
紫竹觀音甘露池
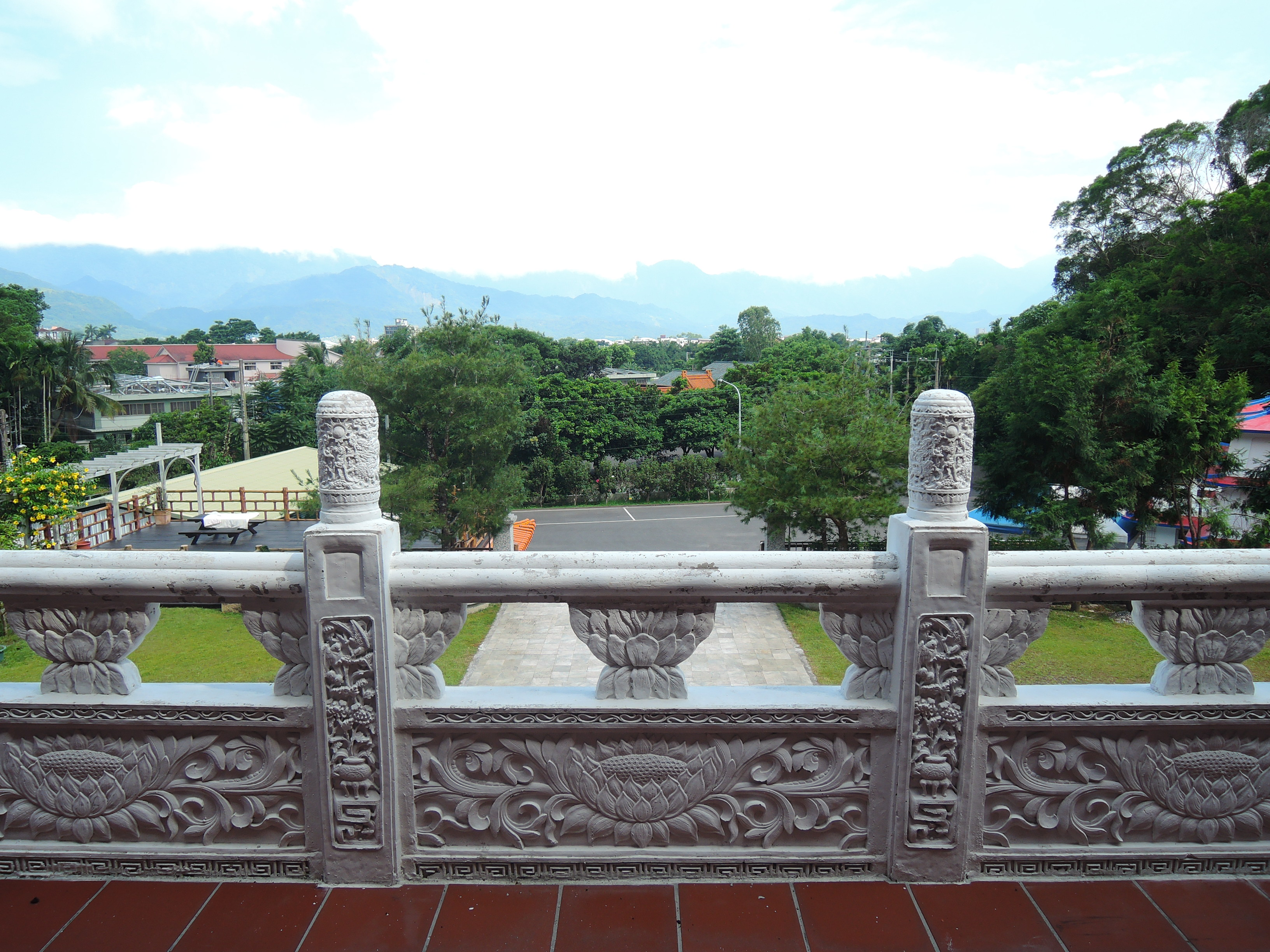
鎮景廣場，遠眺海岸山脈

### 寺內空間

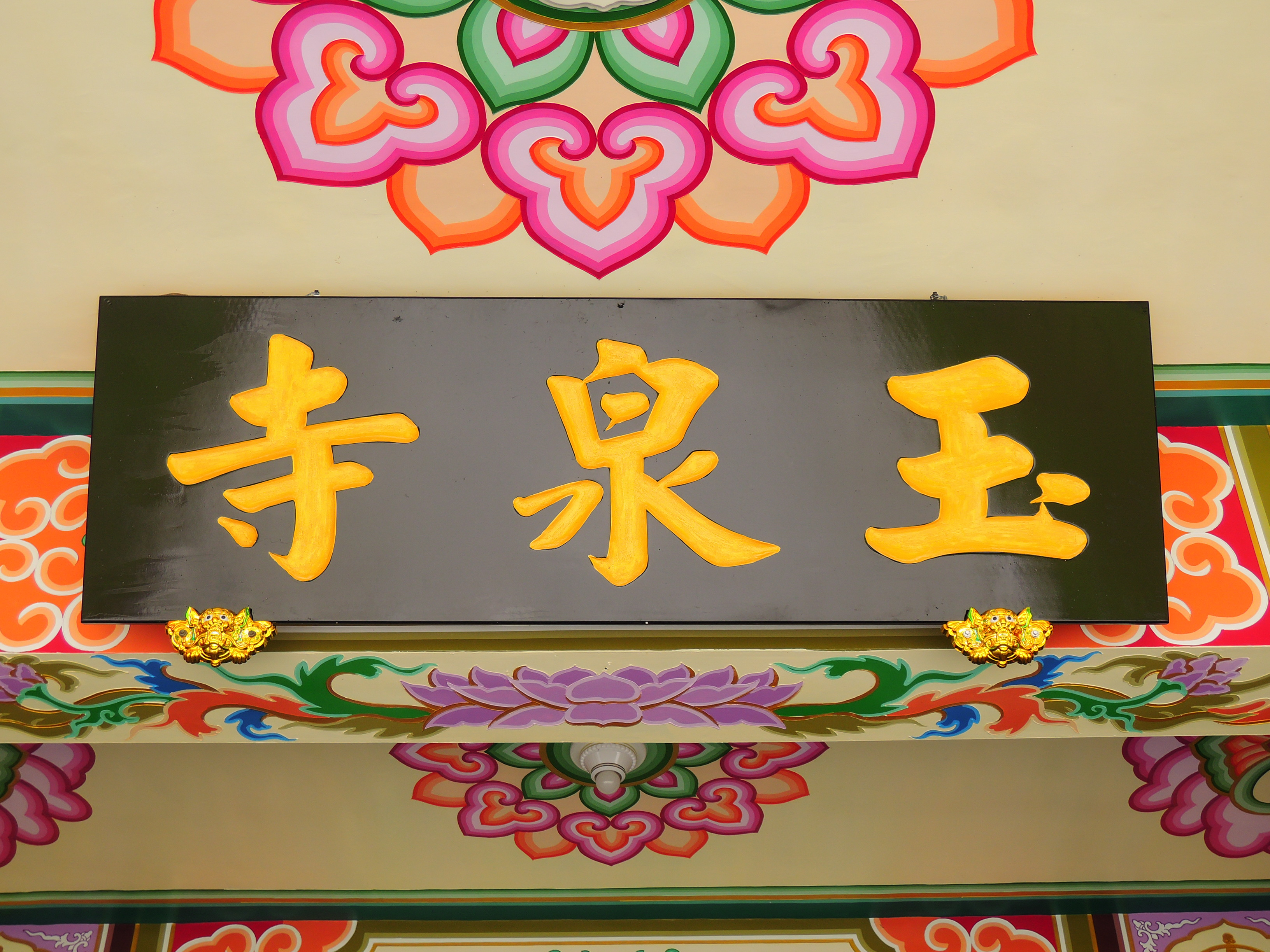
玉泉寺橫匾
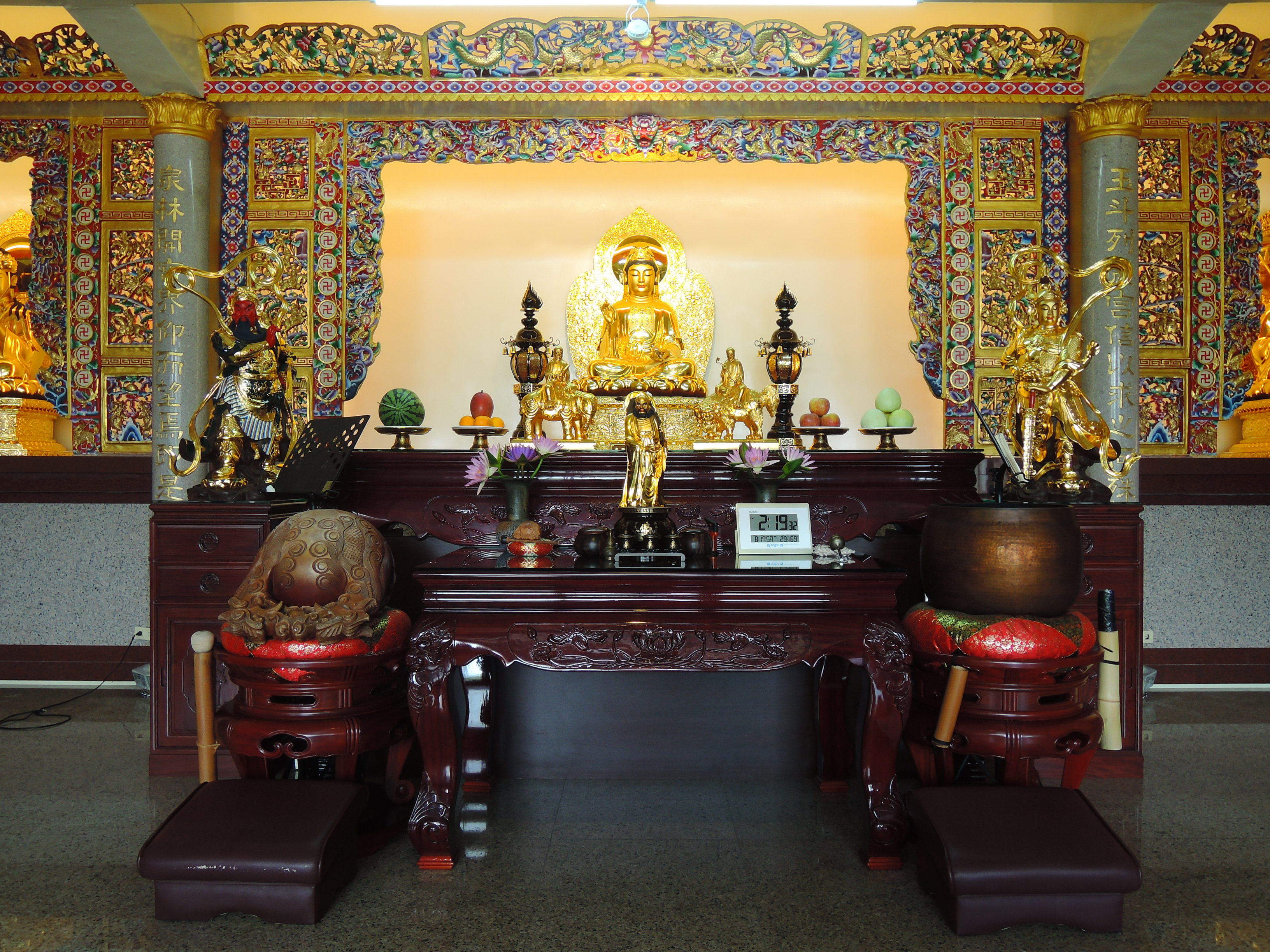
一樓：釋迦牟尼佛
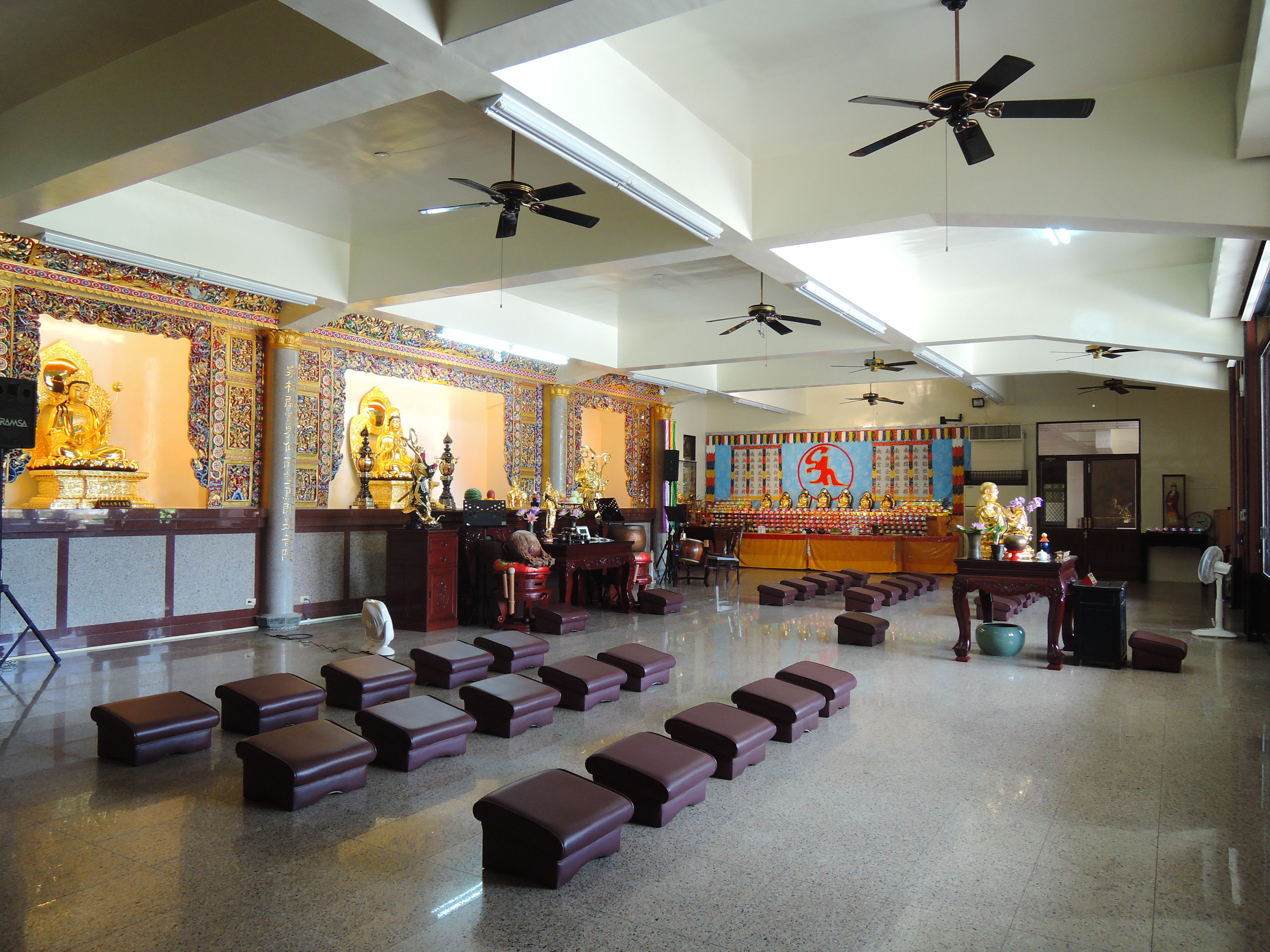
一樓：佛廳
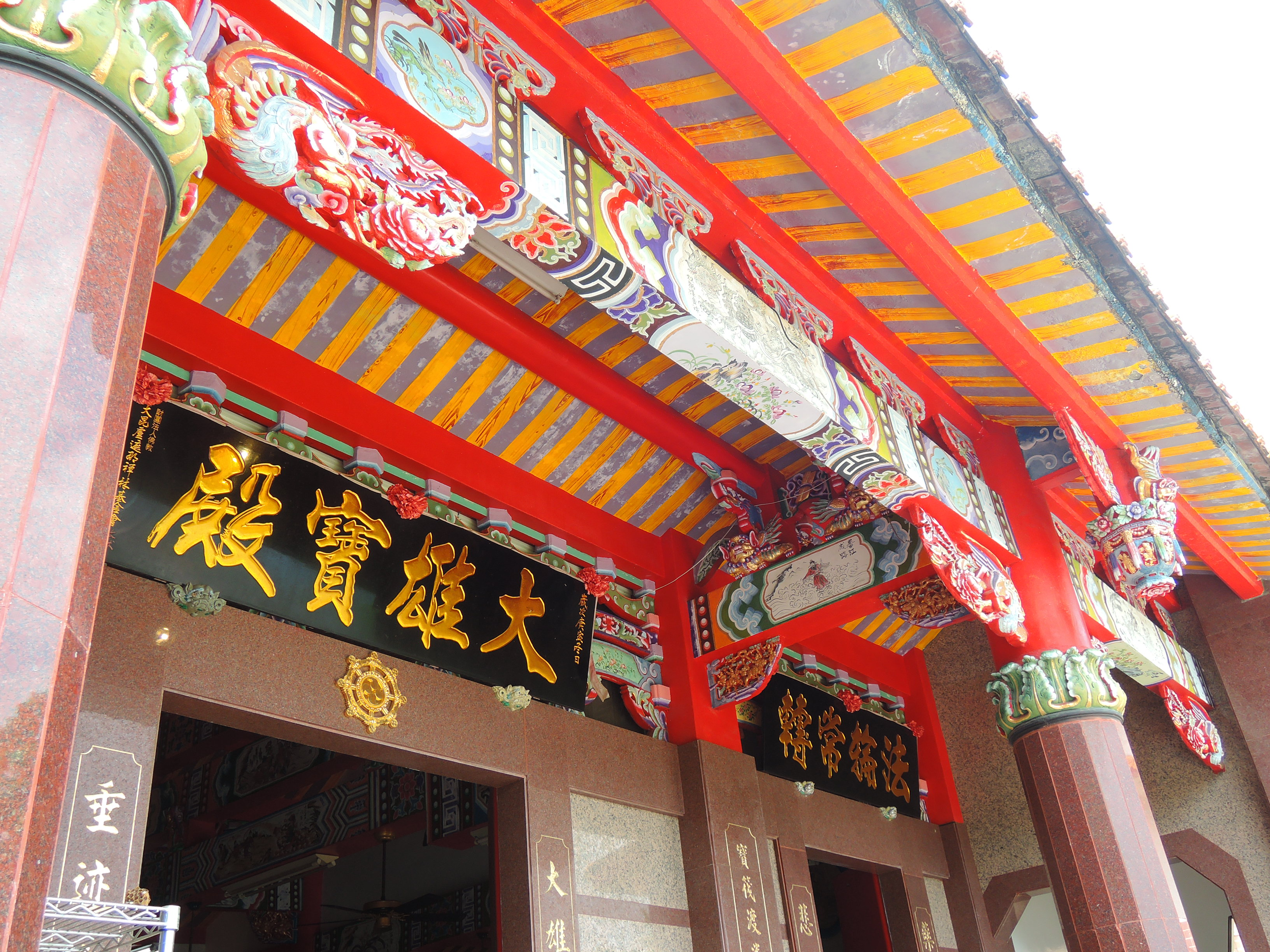
二樓：大雄寶殿
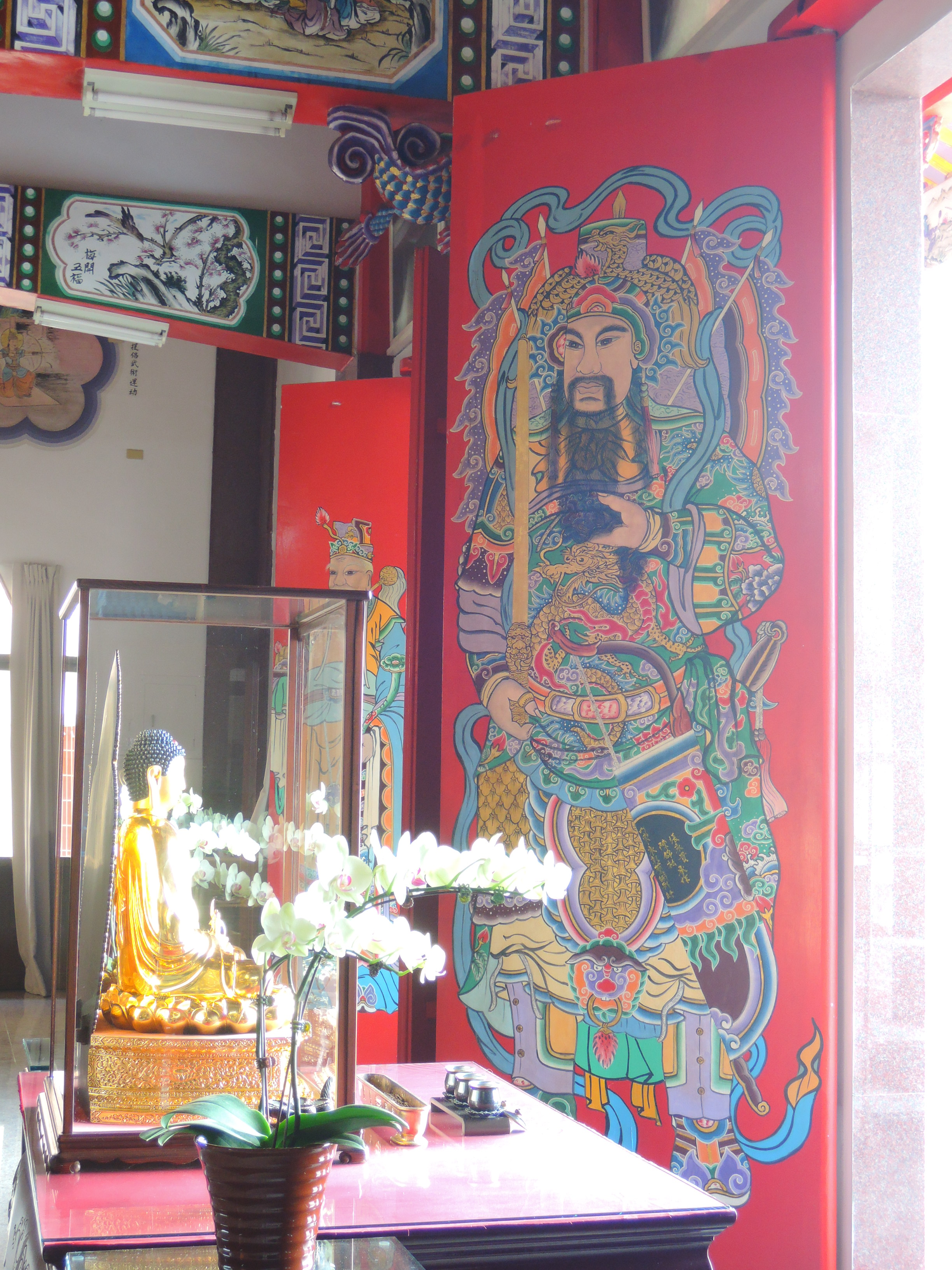
二樓：門神彩繪
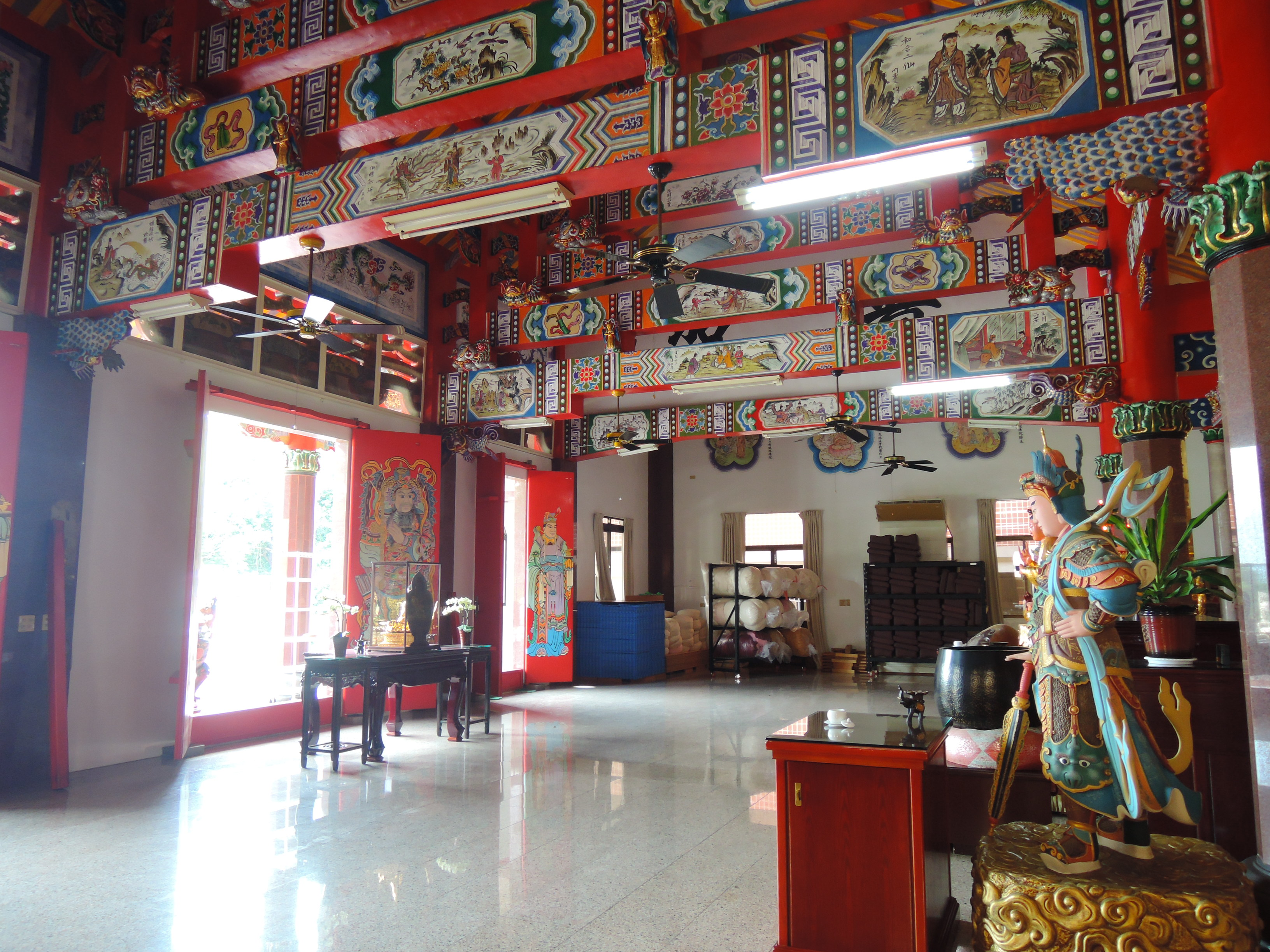
二樓：佛廳
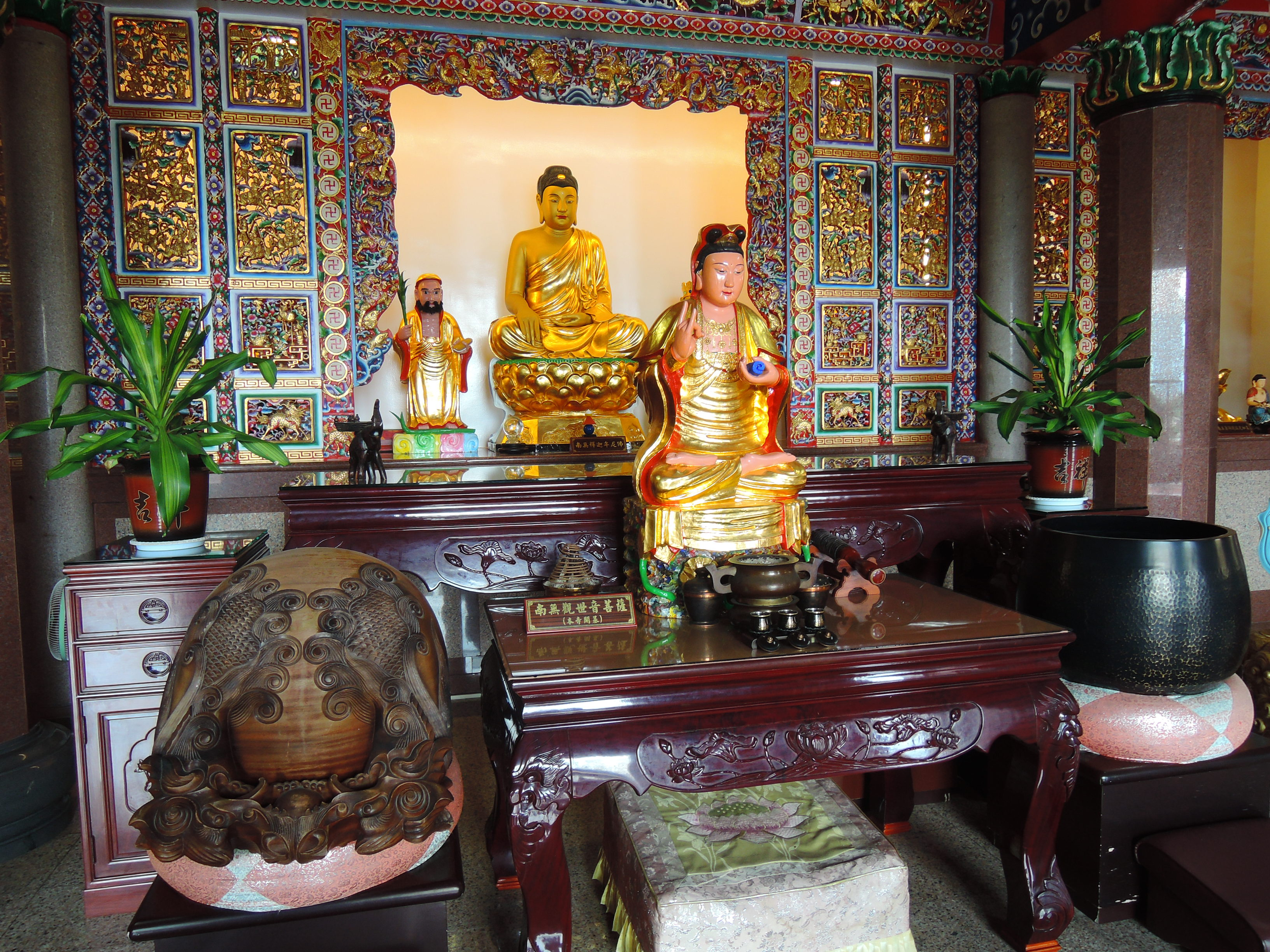
觀世音菩薩（開基之祖）

## 外部連結
- 玉里玉泉寺的Facebook專頁